# غاري جونز (لاعب كرة قدم)
غاري جونز (بالإنجليزية: Gary Jones)‏ (30 نوفمبر 1967 في الولايات المتحدة - ) هو لاعب كرة قدم أمريكية ولاعب كرة قدم أمريكي في مركز مُؤمن ‏. لعب مع بيتسبورغ ستيلرز ونيويورك جتس.

## وصلات خارجية
- غاري جونز على موقع مرجع كرة القدم المحترفة.كوم (الإنجليزية)